# Wasiljewka (rejon zalegoszczeński)
Wasiljewka (ros. Васильевка) – wieś (dieriewnia) w Rosji, w obwodzie orłowskim, w rejonie zalegoszczeńskim. W 2010 liczyła 502 mieszkańców.